# Tusmørkelevende dyr
I zoologi er et tusmørkelevende dyr et dyr, der primært er aktivt ved tusmørke, der enten er aktiv ved dæmring, ved skumring eller begge dele. Dette adskiller sig fra dagaktive og nataktive dyr, hvor dyret er aktivt i henholdsvis dagslys og mørke. Nogle tusmørkelevende dyr kan også være aktive ved måneskin eller i løbet af en overskyet dag. Nogle dyr er kun aktive før solopgang, og andre kun efter solnedgang.
Der er en række faktorer, der har indflydelse på, hvilket tidspunkt på dagen et dyr er aktivt.